# 20207 Dyckovsky
A 20207 Dyckovsky (ideiglenes jelöléssel (20207) 1997 FB4) a Naprendszer kisbolygóövében található aszteroida. A LINEAR projekt keretében fedezték fel 1997. március 31-én.